# Brandweer Westhoek
Brandweer Westhoek (hulpverleningszone West-Vlaanderen 4) is een van de 34 Belgische en een van de vier West-Vlaamse hulpverleningszones. De zone verzorgt vanuit 22 posten de brandweerzorg en het grootste deel van de ambulancehulpverlening in de Westhoek in West-Vlaanderen.

## Beschermingsgebied
Het beschermingsgebied van Brandweer Westhoek beslaat 1 187,25 km² en omvat 18 gemeenten die gezamenlijk een bevolking van ongeveer 222.961 inwoners vertegenwoordigen. Brandweer Westhoek grenst tevens aan Hulpverleningszone Zone 1, Brandweerzone Midwest, Hulpverleningszone Fluvia, Hulpverleningszone Picardisch Wallonië en aan Frankrijk. De onderstaande lijst geeft een overzicht van de 18 gemeenten en hun kenmerken:
| Gemeente              | Bevolkingsaantal (01/01/2024) | Oppervlakte (in km²) |
| --------------------- | ----------------------------- | -------------------- |
| Alveringem            | 5.023                         | 80,01                |
| De Panne              | 11.021                        | 23,90                |
| Diksmuide             | 17.228                        | 149,40               |
| Heuvelland            | 7.969                         | 94,24                |
| Houthulst             | 10.464                        | 55,89                |
| Ieper                 | 35.550                        | 130,61               |
| Koekelare             | 8.827                         | 39,19                |
| Koksijde              | 21.546                        | 43,96                |
| Kortemark             | 12.815                        | 55,00                |
| Langemark-Poelkapelle | 8.100                         | 52,53                |
| Lo-Reninge            | 3.216                         | 62,94                |
| Mesen                 | 1.075                         | 3,58                 |
| Nieuwpoort            | 11.455                        | 31,00                |
| Poperinge             | 19.921                        | 119,33               |
| Veurne                | 12.542                        | 96,34                |
| Vleteren              | 3.600                         | 38,15                |
| Wervik                | 19.209                        | 43,61                |
| Zonnebeke             | 12.705                        | 67,57                |
| TOTAAL                | 222.266                       | 1187,25              |

## Brandweerposten
Brandweer Westhoek bestaat uit een netwerk van 22 brandweerposten. Hieronder wordt een overzicht gegeven van de verschillende posten 
| Brandweerpost           | Gemeente              | Opmerking                                  |
| ----------------------- | --------------------- | ------------------------------------------ |
| De Panne                | De Panne              | Beschikt eveneens over een ambulancedienst |
| Diksmuide               | Diksmuide             | Beschikt eveneens over een ambulancedienst |
| Geluwe                  | Wervik                |                                            |
| Houthulst               | Houthulst             | Beschikt eveneens over een ambulancedienst |
| Ieper                   | Ieper                 | Beschikt eveneens over een ambulancedienst |
| Kemmel                  | Heuvelland            |                                            |
| Koekelare               | Koekelare             |                                            |
| Koksijde                | Koksijde              | Beschikt eveneens over een ambulancedienst |
| Kortemark               | Kortemark             |                                            |
| Langemark               | Langemark-Poelkapelle |                                            |
| Leke                    | Diksmuide             |                                            |
| Lo-Reninge              | Lo-Reninge            |                                            |
| Mesen                   | Mesen                 |                                            |
| Nieuwkerke              | Heuvelland            | Beschikt eveneens over een ambulancedienst |
| Nieuwpoort              | Nieuwpoort            | Beschikt eveneens over een ambulancedienst |
| Oostduinkerke           | Koksijde              |                                            |
| Poperinge               | Poperinge             | Beschikt eveneens over een ambulancedienst |
| Veurne                  | Veurne                |                                            |
| Westouter               | Heuvelland            |                                            |
| Wervik                  | Wervik                | Beschikt eveneens over een ambulancedienst |
| Zuid-IJzer (Roesbrugge) | Poperinge             | Beschikt eveneens over een ambulancedienst |
| Zonnebeke               | Zonnebeke             |                                            |

## Jeugdbrandweer
Brandweer Westhoek beschikt over 6 jeugdbrandweergroepen. (Heuvelland, Ieper, Kortemark, Poperinge, Wervik en Westkust). De zonale werking wordt gegroepeerd onder de noemer Jeugdbrandweer Westhoek.